# مختلفات الذيل
عديمات الذيل أو مختلفات الذيل أو شَوَاطِب (الاسم العلمي: Anomura) هي مجموعة من القشريات عشريات الأرجل بما في ذلك سرطان البحر الناسك وغيرها. على الرغم من أن أسماء العديد من مختلفات الذيل تشتمل على كلمة السلطعون فأن جميع السلطعونات الحقيقية هي في المجموعة الشقيقة قصيرات الذيل (والمجموعتين معا تشكلان أصنوفة متوسطات الذيل).

## التصنيف
دون رتبة مختلفات الذيل تضم 9 فوق فصائل هي:
| فوق فصائل       | الأعضاء                         | الفصائل                                                                                        | الصور                                       |
| --------------- | ------------------------------- | ---------------------------------------------------------------------------------------------- | ------------------------------------------- |
| Aegloidea       | Aegla                           | Aeglidae                                                                                       |                                             |
| Chirostyloidea  | squat lobsters                  | Chirostylidae Eumunididae Kiwaidae                                                             | Eumunida picta                              |
| † Eocarcinoidea | † Eocarcinus † Platykotta       | † Eocarcinidae † Platykottidae                                                                 |                                             |
| Galatheoidea    | squat lobsters سقلاطياتs        | Galatheidae Munididae Munidopsidae سقلاطيات † Retrorsichelidae                                 | Munidopsis serricornis (Munidopsidae)       |
| Hippoidea       | mole crabs or sand crabs        | Albuneidae Blepharipodidae Hippidae                                                            | Blepharipoda occidentalis (Blepharipodidae) |
| سلطعون الملك    | سلطعون الملكs                   | Hapalogastridae سلطعون الملك                                                                   | Lithodes santolla (سلطعون الملك)            |
| Lomisoidea      | hairy stone crab                | Lomisidae                                                                                      |                                             |
| السرطان الناسك  | السرطان الناسكs سرطان جوز الهند | ناسكيات Diogenidae سلطعونات الناسك Parapaguridae Parapylochelidae Pylochelidae Pylojacquesidae | Coenobita clypeatus (ناسكيات)               |